# Battaglia di Puná
La battaglia di Puná, un combattimento secondario svoltosi nel corso della conquista spagnola dell'impero Inca, si svolse nell'aprile del 1531 sull'isola di Puná (nel golfo di Guayaquil). I conquistadores di Pizarro, grazie all'armamento di livello superiore ed alle capacità militari, sconfissero decisamente gli abitanti nativi. La battaglia segnò l'inizio della terza ed ultima spedizione di Francisco Pizarro prima della caduta dell'Impero Inca.

## Storia
L'esercito spagnolo, dopo un lungo viaggio da Panama che costò la vita a molti a causa delle epidemie, dei predoni, e di altri rischi, giunsero alla città Inca di Tumbes ad aprile. Ricevuti con una leggera ostilità dagli Inca, precedentemente avvisati dei saccheggi commessi dagli spagnoli, questi ultimi furono costretti a spostare il campo sulla vicina isola di Puna, in attesa di organizzare un assalto alla città.
All'inizio l'occupazione spagnola dell'isola non fu sanguinosa. I nativi erano un popolo guerriero che, restii a sottomettersi all'impero Inca, alternarono periodi in cui furono uno stato tributario ad altri di frizioni o guerre aperte con gli Inca della terraferma.
L'iter della guerra venne fatto partire dagli interpreti di lingua nativa di Pizarro che lo avvisarono, peraltro ingiustificatamente, che molti capi Puna stavano organizzando un'insurrezione. Pizarro fece catturare i capi, li interrogò e, apparentemente convinto della loro colpevolezza, li mandò dai loro nemici di Tumbes dove furono massacrati.
Secondo le fonti spagnole i guerrieri di Puná, infuriati, presero immediatamente le armi devastando il campo spagnolo, caricando in migliaia. Sembrò che la debole forza spagnola potesse essere sopraffatta, ma quello che mancava in numero agli spagnoli era compensato dalle armi e dalla disciplina. All'arrivo dei nativi, molti di loro morirono a causa delle lance interrate, una tecnica che gli spagnoli avevano affinato durante le guerre in Italia e nelle Fiandre. Altri Puniani, caricando confusamente, furono decimati dalle file di archibugieri. A lungo andare, Hernando Pizarro, sentendo la debolezza del nemico, radunò la propria cavalleria guidandoli in una carica. La cavalleria spagnola devastò le file nemiche. In pochi minuti i Puniani vennero sconfitti.
I nativi si raggrupparono nelle foreste dell'isola, organizzando una guerriglia che ebbe un qualche successo, distruggendo gli approvvigionamenti spagnoli ed uccidendo alcuni ricognitori. Ben presto arrivarono due navi spagnole con i rinforzi, guidate dal famoso Hernando de Soto, portando almeno 100 volontari. Su queste navi vennero fatti salire gli spagnoli che poi salparono verso Tumbes, arrivandovi il 16 maggio 1532.